# بينيلوب فيون
بينيلوب فيون (بالفرنسية: Penelope Fillon)‏ محاميه من ويلز وفرنسا والمملكه المتحده. زوجة فرنسوا فيون (28 يونيه 1980–)

## حياتها
بينيلوب فيون من مواليد يوم 31 يوليه سنه 1955 في لانوڤير.
في بداية عام 2017 اكتشف الشعب الفرنسي الفضائح التي تتعلق بالوظائف الوهمية لبينيلوب فيون والتي تمكنت الحصول على مئات الآلاف من اليوروهات خلال نحو عشر سنوات. وتقول صحيفة «لوموند» التي نشرت هذه المعلومات أن بينيلوب المشتبه في استفادتها من وظيفة وهمية حصلت على 900 ألف أورو كمساعدة برلمانية. التحقيقات والمعروف أن قاضيي تحقيق ماليين يعملان منذ تشرين الثاني 2013 على التحقيق في شبهات عن اختلاس أموال عامة عبر صناديق سرية لحساب أعضاء في مجلس الشيوخ أو أعضاء سابقين في هذا المجلس من حزب «الاتحاد من أجل حركة شعبية» الذي أصبح لاحقا «الجمهوريون».

## الدراسة
درست في كليه لندن الجامعيه وجامعة برستل وKing Henry VIII Grammar School وKing Henry VIII School Abergavenny.
1. ↑   http://www.francetvinfo.fr/politique/francois-fillon/penelope-fillon/video-l-interview-oubliee-de-penelope-fillon-la-publication-integrale_2055329.html. {{استشهاد ويب}}: |url= بحاجة لعنوان (مساعدة) والوسيط |title= غير موجود أو فارغ (من ويكي بيانات) (مساعدة)
2. ↑  Christine Kelly (11 janvier 2017). François Fillon : coulisses d'une ascension (بالفرنسية). Paris: éditions de l'Archipel. p. 336. ISBN:978-2-8098-2202-1. QID:Q29343890. {{استشهاد بكتاب}}: تحقق من التاريخ في: |publication-date= (help)